# Abolizionismo della schiavitù in Brasile
La storia dell'abolizionismo della schiavitù in Brasile risale al primo tentativo di abolizione della schiavitù indigena, nel 1611. La sua abolizione definitiva si dovette al marchese Sebastião José de Carvalho e Melo, durante il regno di Giuseppe I del Portogallo, e ai movimenti emancipatori del periodo coloniale, particolarmente alla Congiura bahiana del 1798, nei cui piani c'era l'eliminazione dello schiavismo. Dopo l'Indipendenza del Brasile, le discussioni sull'argomento si estesero a tutto il periodo dell'Impero, avendo acquistato rilevanza a partire dal 1850, e carattere veramente popolare a partire dal 1870, culminando con la firma della legge Áurea del 13 maggio 1888, che eliminò la schiavitù nera in Brasile.

## Periodo coloniale

### Brasile imperiale
José Bonifácio de Andrada e Silva, nel suo famoso discorso davanti l'Assemblea Costituente del 1824, aveva già chiamato lo schiavismo "cancro mortale che minaccia i fondamenti della nazione". Il consigliere Veloso di Oliveira fu una delle prime voci abolizioniste dello stato indipendente. Nelle parole dello storico Antônio Barreto do Amaral, nelle sue Memorie per il miglioramento della Provincia di São Paulo, applicabili in grande misura alle altre province del Brasile, presentate al principe D. João VI nel 1810 e pubblicate dall'autore nel 1822. Dopo aver elencato e criticato gli atti dei capitani generali che concorsero a rendere difficoltoso lo sviluppo paulista, passò a trattare l'elemento servile e l'immigrazione libera, che avrebbe potuto concorrere all'arrivo delle popolazioni europee, colpite dagli effetti delle guerre napoleoniche. Proponeva al consigliere Veloso di Oliveira che, davanti all'impossibilità di ordinare le correnti migratorie, proseguisse il commercio degli schiavi, ma che lo schiavismo dell'individuo importato fosse ristretto a dieci anni e che, in Brasile, nascessero liberi i figli degli schiavi.
Nel periodo della reggenza, dal 7 novembre 1831, la Camera dei Deputati aveva approvato, e la Reggenza promulgato, una legge che proibiva il traffico di schiavi africani nel paese. Tuttavia, questa legge non venne applicata. Nel marzo 1845 era scaduto il termine dell'ultimo trattato firmato tra Brasile e Regno Unito, e il Governo britannico decretò, in agosto, la cosiddetta legge Aberdeen dal nome di lord Aberdeen, del Foreign Office (il ministero britannico degli affari esteri). La nuova legge dava all'Ammiragliato britannico il diritto di catturare le navi negriere, anche in acque territoriali brasiliane, e giudicare i loro comandanti. I capitani britannici ricevettero ordini di bloccare le navi brasiliane in alto mare e verificare se trasportavano schiavi. In questo caso avrebbero dovuto liberare i prigionieri, riportando gli schiavi in Africa, o trasferendoli nelle navi britanniche.
Criticata anche nel Regno Unito come pretesa di essere "custode morale del mondo", in Brasile la legge Aberdeen provocò panico tra i trafficanti e i proprietari di schiavi e di terre. La conseguenza immediata fu il significativo e parossistico aumento del commercio degli schiavi, in previsione della sua applicazione definitiva, cosa che provocò un grande rialzo del prezzo degli schiavi. Caio Prado Júnior ha scritto che, nel 1846, entrarono 50.324 schiavi e, nel 1848, più di 60.000. Ha calcolato che, fino al 1850, il paese ha ricevuto 3,5 milioni di schiavi africani.
Le navi britanniche inseguivano le navi sospette, la Marina britannica invadeva le acque territoriali e minacciava di bloccare i porti. Ci furono incidenti e scontri a fuoco nello stato del Paraná. Alcuni capitani, prima di essere bloccati, lasciavano cadere il carico umano nell'oceano. I colpevoli erano agricoltori o proprietari terrieri rurali, tutti proprietari di schiavi. Le province protestarono, perché all'epoca, in Brasile, la schiavitù era consentita, integrata nella routine e nei costumi, vista come un'istituzione necessaria e legittima. Una società intensamente diseguale dipendeva dagli schiavi per mantenersi. I "conservatori" (chiamati "saquaremas", al potere dal 1848) accusarono i "liberali" (detti "luzías") di essersi sottomessi alla coercizione britannica. Sapevano benissimo che la tratta degli schiavi doveva finire, che la schiavitù era condannata, ma sostenevano che tale decisione dovesse spettare al governo, per preservare la sovranità nazionale e garantire la sicurezza interna, anzi la loro intenzione era quella di estendere la schiavitù come e quanto possibile. Ma  Pedro II, con problemi nel Río de la Plata, aveva bisogno del Regno Unito dalla sua parte. A marzo del 1850, il primo ministro britannico  Gladstone minacciò di stipulare trattati "a punta di spada, per la guerra allo sterminio". Cedendo alle pressioni, Don Pedro II fece un passo importante: il suo gabinetto elaborò un disegno di legge, presentato al Parlamento dal ministro della Giustizia Eusébio de Queirós (Legge Eusébio de Queirós), che adottava misure efficaci per l'estinzione della tratta degli schiavi. Convertito nella legge n. 581, del 4 settembre del 1850, ne determinò l'articolo 3:
(Legge 581, del 2 settembre 1850)
I conservatori continuarono ad impegnarsi per mantenere il sistema schiavista e la struttura coloniale della produzione. Per razionalizzare l'uso della manodopera degli schiavi, divenuta più costosa, incentivarono il traffico interno, realizzato dagli antichi trafficanti, trasferendo gli schiavi delle aree dove l'agricoltura decadeva, come le coltivazioni di zucchero del litorale di nord-est, in zone che ne richiedevano l'impiego per i lavori nelle nuove regioni della produzione del caffè in espansione del centro-sud, lasciando ai lavoratori immigrati le altre attività. Boris Fausto, che tanto ha scritto sull'immigrazione in Brasile, stima che il traffico interprovinciale, dal 1850 al 1888, ha determinato lo spostamento da 100.000 a 200.000 schiavi. La fuga precipitosa sconcertò i signori degli schiavi delle terre del nord-est, che si rivolsero in massa all'abolizionismo. Questi abolizionisti speravano che cessando la fornitura di schiavi, la schiavitù sarebbe presto scomparsa, cosa che non avvenne.
Furono tante le proteste che Eusébio di Queirós dovette comparire alla Camera dei Deputati, a luglio del 1852, e appellarsi all'opinione pubblica. Ricordò che molti latifondisti del nord riscontravano difficoltà finanziarie, e non potevano pagare i loro debiti ai trafficanti. Molti avevano ipotecato le loro proprietà a favore di speculatori e grandi trafficanti, tra lquesti numerosi portoghesi, al fine di ottenere nuove risorse destinate alla compravendita di altri schiavi. Ricordò che anche se fosse continuato il permesso di far entrare nell'Impero tale quantità di schiavi africani, ci sarebbe stato uno squilibrio tra le categorie della popolazione, liberi e schiavi, minacciando i primi, e la cosiddetta "buona società" sarebbe rimasta esposta a "pericoli gravissimi", e pertanto lo squilibrio aveva già provocato numerose ribellioni (doveva riferirsi ai Malês, a Salvador di Baia nel 1835).
Nel 1854 venne approvata la legge Nabuco de Araújo, nome dovuto al ministro di Giustizia dal 1853 al 1857, che prevedeva sanzioni per le autorità che avrebbero favorito il contrabbando di schiavi. Gli ultimi sbarchi di cui si ha notizia avvennero nel 1856.

### Immigrazione europea
L'immigrazione fino al 1850 era un fenomeno spontaneo, ma tra il 1850 e il 1870 venne promossa dai latifondisti. Venuti dalla Germania e dall'Italia, gli immigrati, molte volte ingannati e con contratti che facevano lavorare in regime quasi di schiavitù, si occuparono del lavoro rurale nell'economia del caffè. Tanti ritornarono ai loro paesi e fu necessario un intervento dei consolati e delle entità che li proteggevano, come alcune società fiscali di immigrazione. Furono molte le regioni nelle quali gli schiavi vennero sostituiti dagli immigrati. Nel 1874 alcune città avevano un 80% di lavoratori rurali neri. Venticinque anni dopo, nel 1899, la proporzione era passata a un 7% di lavoratori neri e 93% bianchi.
Lo schiavismo iniziò a declinare dal 1850 (dopo l'approvazione della legge di Eusébio di Queirós). Progressivamente, gli immigrati europei salariati andarono a sostituire gli schiavi nel mercato del lavoro, ma fu solo a partire dalla Guerra della triplice alleanza che il movimento abolizionista ottenne un impulso. Migliaia di antichi schiavi, che tornavano vittoriosi dalla guerra, inclusi molti decorati, corsero il rischio di tornare alla condizione antecedente per la pressione dei loro antichi proprietari. Il problema sociale divenne un problema politico per l'élite dirigente del Secondo Regno. L'abolizione del traffico degli schiavi, il loro basso indice di riproduzione, le epidemie di malaria, le costanti fughe di schiavi, la moltiplicazione dei quilombo e l'alforria di molti schiavi, compresi quelli che avevano combattuto nella Guerra del Paraguay, contribuirono sensibilmente alla diminuzione del numero di schiavi in Brasile.

### Campagna abolizionista

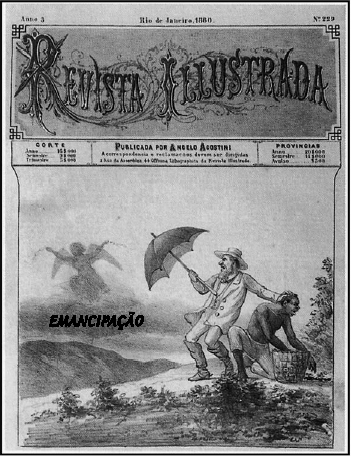
Rivista Illustrata del 1880 sulla campagna abolizionista

Nel 1880, politici importanti, come Joaquim Nabuco e José do Patrocínio, crearono a Rio de Janeiro la Società Brasiliana contro lo Schiavismo, che stimolò la formazione di decine di associazioni del genere in tutto il paese. Altrettanto, il giornale L'Abolicionista, di Nabuco, e la Rivista Illustrata, di Angelo Agostini, servirono da modello per altre pubblicazioni antischiaviste. Avvocati, artisti, intellettuali, giornalisti e politici si unirono al movimento e raccolsero fondi per pagare carte di alforria. Sebbene non fosse ampiamente pubblicizzata, la Chiesa positivista del Brasile, guidata da Miguel Leemos e Raimundo Teixeira Mendes, svolse un ruolo eccezionale nella campagna abolizionista delegittimando la schiavitù, vista da allora come un modo barbaro e arretrato di organizzare il lavoro e trattare gli esseri umani.
Anche la massoneria brasiliana ebbe una grande influenza nella campagna abolizionista poiché quasi tutti i principali leader dell'abolizione erano massoni. José Bonifácio de Andrada e Silva, pioniere dell'abolizione, Eusébio di Queirós, che aveva abolito il traffico degli schiavi, il visconte di Rio Branco, responsabile della Legge del Ventre libero e gli abolizionisti Luís Gama, Antônio Bento, José do Patrocínio, Joaquim Nabuco, Silva Jardim e Ruy Barbosa erano massoni. Nel 1839, i massoni David Canabarro e Bento Gonçalves da Silva liberarono schiavi durante la Guerra dei Farrapos.
A Recife, gli allievi della Facoltà di diritto si mobilitarono e costituirono un'associazione abolizionista con Plínio de Lima, Antônio de Castro Alves, Ruy Barbosa, Aristides Spínola, Regueira Costa, tra gli altri. A San Paolo, fu preminente il lavoro di un ex schiavo, uno dei maggiori eroi della causa abolizionista, l'avvocato Luís Gama, fautore diretto della liberazione di più di 500 schiavi. Creò anche nella capitale paulista la Società Emancipadora di São Paulo, con la partecipazione di leader politici, latifondisti, professori universitari, giornalisti e, fondamentalmente, studenti.
Il paese fu conquistato dalla causa abolizionista, e, nel 1884, gli stati di Ceará e Amazonas abolirono la schiavitù nei loro territori. Durante gli ultimi anni dello schiavismo in Brasile, la campagna abolizionista si radicalizzó con la tesi "Abolizione senza indennizzo" creata da giornalisti, professionisti liberali e politici che non avevano proprietà rurali.

## Le leggi abolizioniste

### Legge del Ventre libero
Il partito liberale propose pubblicamente la causa della libertà per i figli delle schiave, ma fu il gabinetto del visconte di Rio Branco, del Partito conservatore, che promulgó la prima legge abolizionista, la legge del Ventre libero, il 28 settembre 1871. In difesa della legge, il visconte descrisse lo schiavismo come un "istituto ingiurioso", non tanto per gli schiavi quanto per il paese, soprattutto per la sua immagine all'estero. Dopo 21 anni, senza misure governative in relazione alla fine dello schiavismo, venne votata la "legge Rio Branco", più conosciuta come "legge del Ventre libero", che considerava liberi tutti i figli di schiavi nati a partire dalla sua approvazione e pretendeva stabilire uno stadio evolutivo per il lavoro degli schiavi e il regime di lavoro libero, ma senza causare cambi repentini nell'economia o nella società. Alla Camera dei Deputati, il progetto di legge ottenne 65 voti favorevoli e 45 contrari. Di questi, 30 erano di deputati delle tre province della coltivazione del caffè: Minas Gerais, San Paolo e Rio de Janeiro. Al Senato, ci furono 33 voti a favore e 7 contrari. Tra i voti contrari, 5 erano di senatori delle province del caffè.
Secondo quanto previsto dalla legge, i figli degli schiavi, chiamati ingênuos, avevano due opzioni: o rimanevano con i signori delle loro madri fino alla maggiore età (21 anni) o avrebbero potuto essere consegnati al governo. In pratica, gli schiavisti mantennero gli ingênuos nelle loro proprietà, trattandoli come se fossero schiavi. Nel 1885, dei 400.000 ingênuos, solo 118 erano stati consegnati al governo, in quanto i proprietari optavano per liberare gli schiavi malati, ciechi o con carenze fisiche. 
D'altra parte, la legge Rio Branco ebbe il merito di esporre i mali della schiavitù sulla stampa e negli eventi pubblici. Nel 1890, circa mezzo milione di ragazzi furono liberati quando stavano entrando nei loro anni produttivi. La legge del Ventre libero dichiarava liberi i figli delle schiave nate dalla data della proclamazione. Il tasso di mortalità infantile tra gli schiavi era aumentato, perché oltre alle terribili condizioni di vita, era aumentata la mortalità dei neonati. L'aiuto finanziario promesso ai proprietari terrieri, come previsto dal § 1 della Legge 2040, non venne mai corrisposto:
Joaquim Nabuco scrisse nel 1883:
(Joaquim Nabuco)

### Legge sui sessantenni
A partire dal 1887, gli abolizionisti passarono ad agire direttamente nei campi, molte volte in maniera diretta aiutando a realizzare fughe massicce, o facendo sì che i padroni assumessero i loro antichi schiavi in regime salariale. Nel 1887, diverse città liberarono gli schiavi; la cosiddetta alforria era normalmente condizionata alla prestazione di servizi (che, in alcuni casi, implicava la servitù di altri membri della famiglia).
Ceará e Amazonas liberarono gli schiavi nel 1885. La decisione dello stato di Ceará aumentò la pressione dell'opinione pubblica sulle autorità imperiali. Nel 1885, il governo cedette e promulgó la legge Saraiva-Cotegipe, che regolava l'"estinzione graduale dell'elemento servile".
La legge Saraiva-Cotegipe fu poi nota come legge dei sessantenni. Nata da un progetto del deputato baiano Ruy Barbosa, questa legge liberò tutti gli schiavi con più di 60 anni mediante risarcimenti finanziari ai loro proprietari più poveri affinché aiutassero, a loro volta, i loro antichi schiavi. Tuttavia, questa parte della legge non fu mai realizzata e i proprietari di schiavi non vennero mai indennizzati. Gli schiavi che avevano un'età tra i 60 e i 65 anni avrebbero dovuto "prestare servizio per 3 anni ai loro signori e dopo i 65 anni di età sarebbero stati liberati".
Pochi schiavi arrivavano a questa età e senza condizioni di garantire il loro sostentamento, dovevano competere con gli immigrati europei. Nel censimento del 1872, prima immatricolazione generale degli schiavi, molti padroni aumentavano l'età dei loro schiavi per burlare la legge, nascondendo gli ingênuos introdotti di contrabbando dopo la legge Eusébio di Queirós. Numerosi neri vecchi, e inclusi alcuni giovani, che erano legalmente sessantenni e dovevano essere liberati dalla legge dei sessantenni, non lo furono. I proprietari cercavano di evitare la liberazione, sostenendo di essere stati ingannati perché non erano stati indennizzati come prometteva la legge. Le aree recentemente devastate della parte occidentale di San Paolo erano più aperte alla totale emancipazione degli schiavi. Ricche e prospere, esercitarono una grande attrazione sugli immigrati, più preparati al regime del lavoro salariale.
Queste fughe di massa di schiavi diretti verso la città di Santos generarono violenza, che venne denunciata nei dibattiti sulla legge Áurea, il 9 novembre del 1888, nella Câmara Geral, dal vice generale Andrade Figueira, che accusò la polizia di San Paolo e i politici conservatori di essere conniventi con queste fughe, che portavano i proprietari di schiavi di San Paolo a liberare i loro schiavi per evitare ulteriori violenze: 
(Andrade Figueira)
Allo stesso modo, Joaquim Manuel de Macedo ha scritto nel suo libro As Vítimas-Algozes, denunciando la complicità di piccole imprese, dette Ventas , nella ricezione di refurtiva nelle fattorie per gli schiavi e i quilombola: 
(Joaquim Manuel de Macedo)

## Fughe e quilombo negli ultimi anni dello schiavismo in Brasile
Anche i neri e mulatti schiavizzati parteciparono più attivamente alla lotta, fuggendo dalle tenute e cercando la libertà nelle città, specialmente dopo il 1885, quando erano state proibite le punizioni corporali agli schiavi fuggiti quando venivano catturati. La legge nº 3.310, del 15 ottobre 1886, revocó l'articolo nº 60 del Codice penale del 1830 e la legge n.º 4, del 10 giugno 1835, nella parte che imponeva la pena della frusta, e determinò che “al reo schiavo saranno imposte le stesse pene decretate dal Codice penale e il diritto in vigore per altri qualsiasi delinquenti”.
Nell'interno dello Stato di San Paolo, guidati dal mulatto Antônio Bento e dai suoi seguaci, migliaia di schiavi fuggirono dalle fattorie e si stabilirono nel Quilombo del Jabaquara, a Santos. A quel punto, la campagna abolizionista si mescolò a quella repubblicana e ottenne un importante rinforzo: l'esercito brasiliano chiese pubblicamente di non essere impiegato nella cattura dei fuggitivi. Durante gli ultimi anni dello schiavismo in Brasile, la campagna abolizionista adottò lo slogan "Abolizione senza indennizzo". Dall'estero, soprattutto dall'Europa, giunsero appelli e manifestazioni a favore della fine della schiavitù.
Le fughe massicce di schiavi nella città di Santos generarono violenza, che venne denunciata nel dibattito sulla legge Áurea, il 9 novembre 1888, alla Camera Generale, dal deputato generale Andrade Figueira, che accusò la polizía paulista e certi politici di connivenza con queste fughe, cosa che portò i proprietari paulisti di schiavi a liberare i loro per evitare violenze. Nello stesso senso scriveva Joaquim Manuel de Macedo nel suo libro Las Víctimas-Algozes, denunciando la complicità di piccoli esercizi commerciali, detti di "Venta", nella ricezione di beni rubati alle fattorie da schiavi e cimarroni.

### Legge Áurea

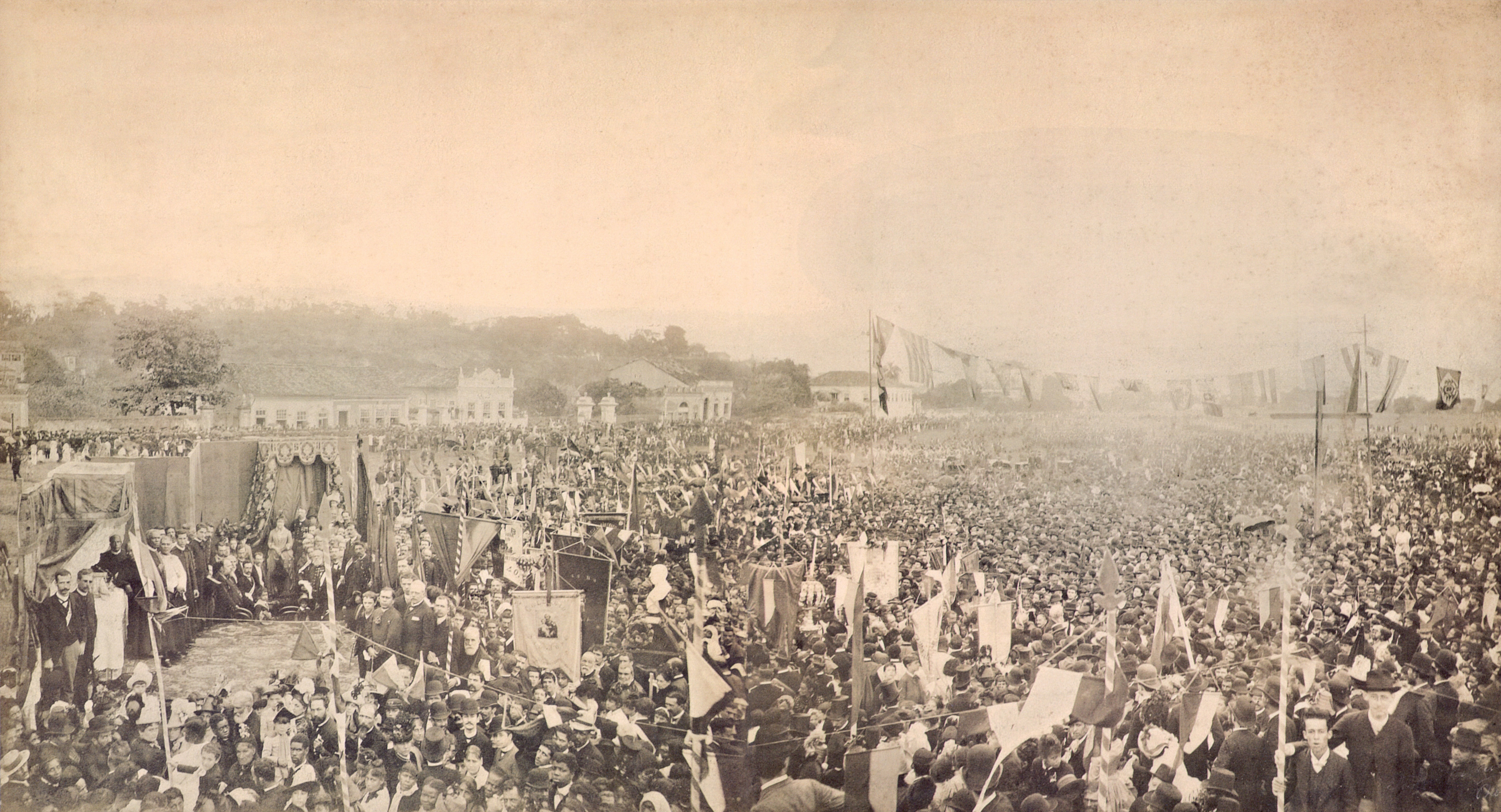
Il ringraziamento a Rio de Janeiro, con una folla di 20.000 persone che si stringono attorno alla principessa Isabella per celebrare l'abolizione della schiavitù il 17 maggio 1888

Il 13 maggio 1888, il governo imperiale si arrese alle pressioni e la principessa Isabella di Bragança firmò la legge Áurea, che eliminava la schiavitù in Brasile. La decisione costrariò i latifondisti, che esigevano indennizzi per la perdita di "loro beni" (schiavi). Poiché non li ottennero, si unirono al movimento repubblicano. Quando abbandonò il regime schiavista, l'Impero perse una colonna di sostegno politico. 
La fine della schiavitù, tuttavia, non migliorò la condizione sociale ed economica degli ex schiavi. Senza una formazione scolastica o una professione definita, per la maggior parte di loro la semplice emancipazione legale non cambiò il loro status subordinato né contribuì a promuovere la loro cittadinanza o avanzamento sociale. Per quanto riguarda le conseguenze negative dell'abolizione senza protezione degli schiavi, nel libro "1º Centenário do Conselheiro Antônio Prado", pubblicato nel 1942, Everardo Valim Pereira de Souza fece questa analisi: 
(Everardo Vallim Pereira de Souza)
La legge Áurea fu il coroamento della prima mobilitazione nazionale dell'opinione pubblica, alla quale avevano partecipato politici e poeti, schiavi, liberti, studenti, giornalisti, avvocati, intellettuali e operai.
Quel 13 maggio (che era già festa nazionale durante la Vecchia Repubblica) della principessa Isabel de Bragança (figlia dell'imperatore Don Pedro II), che abbiamo studiato alle elementari, è il 13 maggio della donazione della libertà, e sottolinea il sostegno dato da molti bianchi dell'epoca all'abolizione della schiavitù. 
I militanti dell'attuale movimento nero in Brasile evocano un altro 13 maggio, che vide l'abolizione, il 13 maggio 1888, come un "golpe bianco" volto a fermare l'avanzata della popolazione nera, all'epoca una minoranza oppressa.
In un terzo approccio, quel 13 maggio è visto come una conquista popolare. In quell'approccio si devono centrare i dibattiti moderni, che affrontano il problema nero come problema nazionale. Tutto il processo dell'abolizione in Brasile è stato lento e ambíguo, dunque, come afferma José Murilo di Carvalho:  "La società era marcata da valori di gerarchia, di disparità; segnata dall'assenza dei valori di libertà e di partecipazione, dall'assenza della cittadinanza", e prosegue ancora José Murilo che non erano solo i grandi latifondisti che possedevano schiavi.
Scrive ancora lo stesso autore, nel commentare la "carica di pregiudizi che strutturano la nostra società, bloccano la mobilità, impediscono la costruzione di una nazione democratica".
Il documento originale della Legge Áurea, firmato dalla Principessa Isabel, si trova attualmente nell'Archivio Nacional, nella città di Rio de Janeiro.

## Indennizzi agli espropriati di schiavi
L'abolizione totale della schiavitù fu realizzata solo nel 1888, con l'approvazione della Legge Áurea, anche se in precedenza le leggi del Ventre libero (Legge n.º 2040, di 1871) e dei sessantenni (Legge n.º 3270, del 1888) già prevedevano indennizzi agli schiavisti nel caso di liberazione degli schiavi. Così lo racconta il professor Perdigão Malheiro.
- La legge del Ventre libero, nel suo art. 1º, §1º, dice che i figli di schiave con 8 anni non compiuti sono proprietà dei proprietari delle loro madri. Arrivati all'età di 8 anni, i signori possono optare tra liberare il bambino e ricevere un indennizzo dallo Stato, o utilizzare i servizi del minore fino l'età di 21 anni. Nell'articolo 8 della stessa legge si stabilisce che tutti gli schiavi siano congedati con dichiarazione di nome, sesso, stato, attitudine al lavoro e affiliazione.

- La legge dei sessantenni, nel suo articolo 1º, §3º, stabilisce che il valore di ogni schiavo sarà conforme alla sua età, variando da $ 900.000 a 200.000, e il valore delle schiave sarà di un 25% minore.

### Dibattiti alla Camera dei Deputati
Il 23 agosto 1871, prima della pubblicazione della legge del Ventre libero, che venne promulgata il mese seguente e garantiva la libertà ai figli di schiavi nati in Brasile, il Senato decise, in forma plenaria, di autorizzare la liberazione (alforria) degli schiavi della nazione i cui servizi andassero in usufrutto alla Corona, indipendentemente dall'indennizzo.
Il 15 luglio 1884, il deputato Antônio Felício dos Santos presentò il progetto di legge n.º 51: "A condizione che si proceda alla nuova registrazione di tutti gli schiavi fino al luglio 1885, lasciando liberi quelli che non sono registrati e il cui valore sarà arbitrato secondo il processo della legge per la liberazione dal fondo di emancipazione". Il fondo per l'emancipazione cercava di raccogliere risorse finanziarie per ottenere il maggior numero di lettere di "alforria". Il risarcimento avrebbe garantito la legittimità della proprietà privata, principio negato dopo l'emanazione della legge di abolizione, declassificando lo schiavo come oggetto, proprietà. Questo fondo venne creato dalla Legge sul Ventre libero, nel suo articolo 3. Il disegno di legge proposto dal deputato Antônio Felício dos Santos aveva, quindi, come funzione primaria la fine della schiavitù per il semplice fatto che se non veniva effettuata la nuova registrazione richiesta, il proprietario dello schiavo ne avrebbe perso il possesso, ottenendo solo il giusto compenso previsto dal fondo di emancipazione.
Il 3 settembre 1884, il deputato e primo segretario della Camera, Leopoldo Augusto Diocleciano de Melo e Cuña, proseguì la testimonianza del Decreto n. 9.270 preparato dall'allora Ministro e Segretario di Stato per gli Affari dell'Impero, Felipe Franco de Sá, con il seguente enunciato: "Utilizzando l'attribuzione conferitami dalla Costituzione Politica dell'Impero all'art. 101 § 5º, e sentito il Consiglio di Stato, ho facoltà di sciogliere la Camera dei Deputati e convocarne un'altra, che si riunirà in via straordinaria il 1º marzo del prossimo anno". Il motivo di tale scioglimento non era altro che la contraddizione tra il provvedimento e il disegno di legge n. 48, che chiedeva l'attuazione di nuove tasse per aumentare il Fondo di emancipazione e concedere la libertà agli ultrasessantenni senza indennizzo. 
Lo scioglimento della Camera dei Deputati cercava di frenare i movimenti abolizionisti, ma non riuscì a contenere le idee liberali. Un ultimo tentativo per assicurare il diritto all'indennizzo dopo lo schiavismo venne presentato il 24 maggio 1888, con l'obiettivo di stabilire, come detto nel suo preambolo, "provvidenze complementari alla Legge n° 3.353 del 13 maggio 1888, che ha estinto la schiavitù". Il deputato A. Coniglio Rodrigues presentò alla Camera di Deputati il progetto di legge n.º 10, che ordinava al governo di indennizzare i danni risultanti dell'estinzione dell'elemento servile. Tale progetto venne rifiutato, poiché andava contro quanto già stabilito nelle leggi: Áurea, dei sessantenni e del Ventre libero.

### Dopo l'eliminazione della schiavitù
Il 14 dicembre 1890, per decreto, su proposta fatta da Joaquim Nabuco nel 1888, Ruy Barbosa, nella sua funzione di Ministro delle tenute, sollecitò la distruzione di tutti i libri di matricola, documenti e carte riguardanti lo schiavismo esistenti al Ministero delle tenute, in modo da impedire qualsiasi ricerca, in quel momento e successivamente, sugli indennizzi ai proprietari di schiavi. Tuttavia, tale decisione fu presa solo il 13 maggio 1891, sotto la gestione di Tristão de Alencar Araripe che, nell'atto dell'incontro che culminò in tale distruzione, ordinò che la situazione dello schiavo fosse analizzata dal punto di vista legale un anno prima. Ruy Barbosa vedeva la schiavitù come il problema più grande in Brasile, non tollerando intralci alla sua fine, come le leggi del Ventre libero e dei sessantenni: se la schiavitù deve essere abolita, che sia completamente estinta. Il ministro affermò che, se si trattava di indennizzare qualcuno, doveva esser fatto dagli stessi ex schiavi. Tuttavia, conoscendo l'impossibilità di questo eventualità, partì l'idea di bruciare la documentazione.